# Эксклюзив
Эксклюзи́в (фр. exclusif — исключающий, от лат. excludo — исключаю) — местоименная форма, выражающая невключённость адресата речи в дейктерическую сферу местоимения 1-го лица множественного числа (иногда — двойственного числа).
Эксклюзив образует субкатегориальное значение в составе категории лица и противопоставлен инклюзиву; буквальное значение эксклюзива — «мы (я) без тебя / без вас».
Например в куви (дравидийский язык): 1-е лицо множественного числа эксклюзивное māmbu — 1-е лицо множественного числа инклюзивное maro.
Способы образования эксклюзива в его соотношении с инклюзивом различны по языкам (возможны как аффиксация, так и супплетивизм); в некоторых языках известны сложные формы эксклюзива, образованные путём комбинации простых местоименных элементов.
Например, в нкоси (язык банту):
- sū «мы с тобой» (двойственное число, инклюзив);
- su-mo «мы с ним» (двойственное число, эксклюзив);
- seanyi «мы с вами» (множественное число, инклюзив);
- seabo «мы с ними» (множественное число, эксклюзив).

Иногда наряду с формами эксклюзива и инклюзива возможна нейтральная (общая) форма 1-го лица множественного числа (например, se «мы» в нкоси).
Как особая форма местоимения эксклюзив встречается в языках Центральной и Юго-Восточной Азии, Океании, Австралии, Америки и Африки.
Эксклюзив есть в удмуртском.